# Резник (лунный кратер)
Кратер Резник (лат. Resnik) — небольшой ударный кратер в северо-восточной части чаши огромного кратера Аполлон на обратной стороне Луны. Название присвоено в честь американского астронавта, члена экипажа погибшего в катастрофе космического корабля «Челленджер», Джудит Арлен Резник (1949—1986) и утверждено Международным астрономическим союзом в 1988 г. 

## Описание кратера

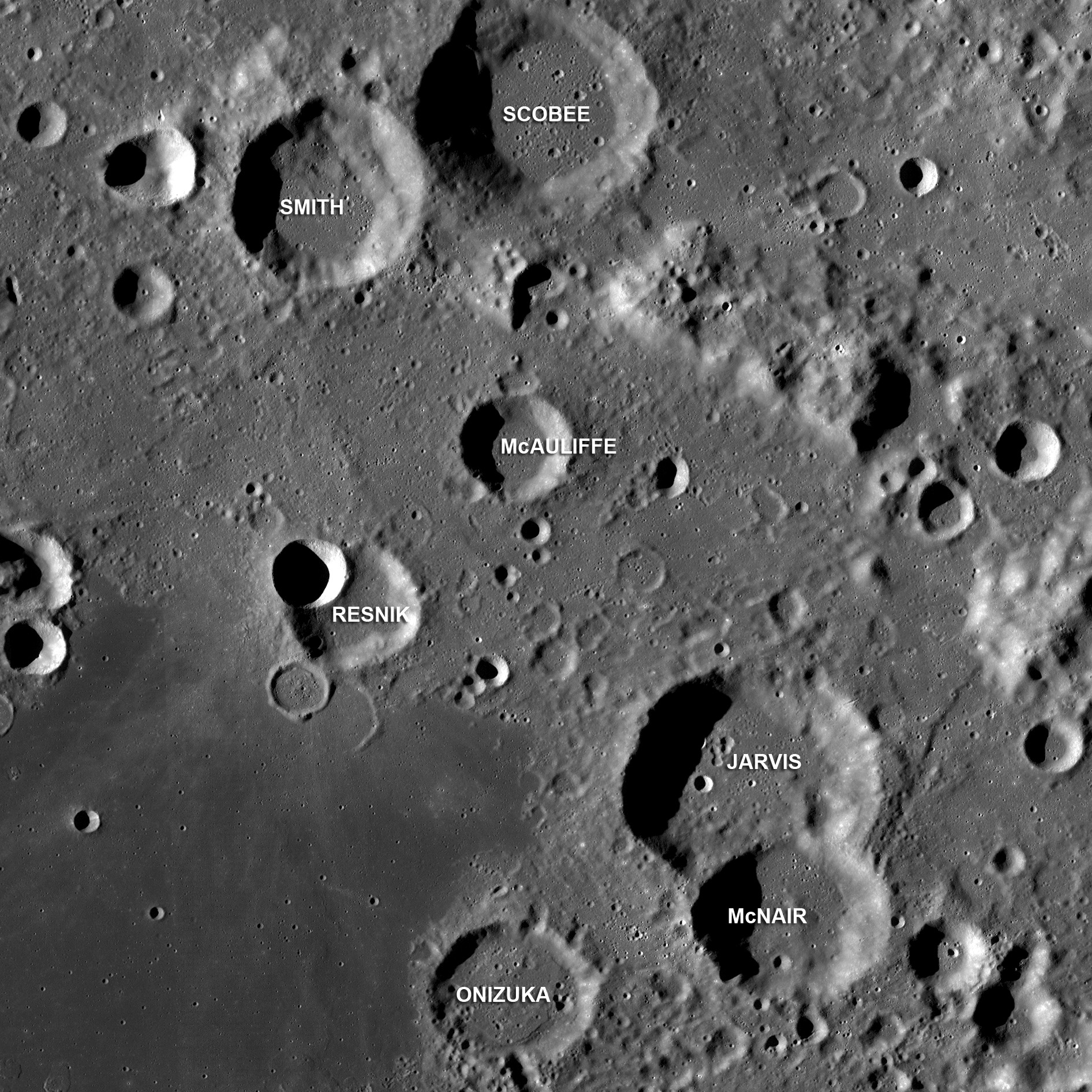
Окрестности кратера Резник. Снимок зонда Lunar Reconnaissance Orbiter.

Ближайшими соседями кратера Резник являются кратер Драйден на западе; кратер Смит на севере; кратер Мак-Олифф на северо-востоке; кратер Ярвис на востоке-юго-востоке и кратер Онизука на юге-юго-востоке. Селенографические координаты центра кратера 34°09′ ю. ш. 150°50′ з. д. / 34,15° ю. ш. 150,84° з. д., диаметр 22,2 км, глубина 1,8 км.
Кратер Резник имеет циркулярную форму и умеренно разрушен. Вал несколько, внутренний склон гладкий. Северо-западная часть вала перекрыта небольшим чашеобразным кратером, к южной части вала примыкают затопленные лавой останки двух кратеров.  Высота вала над окружающей местностью достигает 780 м, объем кратера составляет приблизительно 240 км³. Дно чаши ровное, не имеет приметных структур.
До получения собственного наименования в 1988 г. кратер имел обозначение Борман X (в системе обозначений так называемых сателлитных кратеров, расположенных в окрестностях кратера, имеющего собственное наименование).

## Сателлитные кратеры
Отсутствуют.

## См.также
- Список кратеров на Луне
- Лунный кратер
- Морфологический каталог кратеров Луны
- Планетная номенклатура
- Селенография
- Минералогия Луны
- Геология Луны
- Поздняя тяжёлая бомбардировка